# Fritillaria atrolineata
Fritillaria atrolineata är en liljeväxtart som beskrevs av Bakhshi Khan. Fritillaria atrolineata ingår i Klockliljesläktet och i familjen liljeväxter.
Artens utbredningsområde är Iran. Inga underarter finns listade.